# Pales modesta
Pales modesta är en tvåvingeart som beskrevs av Jean-Baptiste Robineau-Desvoidy 1863. Pales modesta ingår i släktet Pales och familjen parasitflugor.
Artens utbredningsområde är Frankrike. Inga underarter finns listade i Catalogue of Life.